# Spodnja Dobrava (gmina Moravče)
Spodnja Dobrava – wieś w Słowenii, w gminie Moravče. W 2018 roku liczyła 46 mieszkańców.